# Marches (Drôme)
Marches település Franciaországban, Drôme megyében. Lakosainak száma 867 fő (2022. január 1.). Marches Barbières, Bésayes, Chatuzange-le-Goubet és Rochefort-Samson községekkel határos.

## Népesség
A település népességének változása:
| Lakosok száma | 433  | 489  | 560  | 717  | 782  | 788  | 836  | 876  | 872  | 867  |
|               | 1968 | 1982 | 1990 | 2006 | 2013 | 2015 | 2017 | 2019 | 2020 | 2022 |